# Александрийский музей изобразительного искусства
Александри́йский музе́й изобрази́тельного иску́сства — художественный музей в Александрии (Египет), располагающий коллекцией произведений египетских и ближневосточных художников, а также работами европейских мастеров в стилях барокко, романтизма, рококо и ориентализма.

## История
История музея начинается с 1904 года, когда муниципальные власти Александрии получили в дар от немецкого коллекционера Эдуарда Фридхайма коллекцию из 210 произведений международных художников. По условию дарителя, для коллекции должно было быть построено отдельное музейное здание.
В 1936 году финансист барон Шарль де Менас передал свою виллу в дар под библиотеку и галерею. Вилла была разрушена во время Второй мировой войны, и произведения искусства временно хранились в подвале офтальмологической больницы короля Фарука.
В 1954 году по инициативе генерального директора муниципалитета Хусейна Сохби было начато строительство нового здания музея, используемого до настоящего времени.
В результате протечек из-за дождей музей закрывался на капитальный ремонт и был вновь открыт в 2013 году с добавлением студии, сада и выставочного зала.

## Коллекция

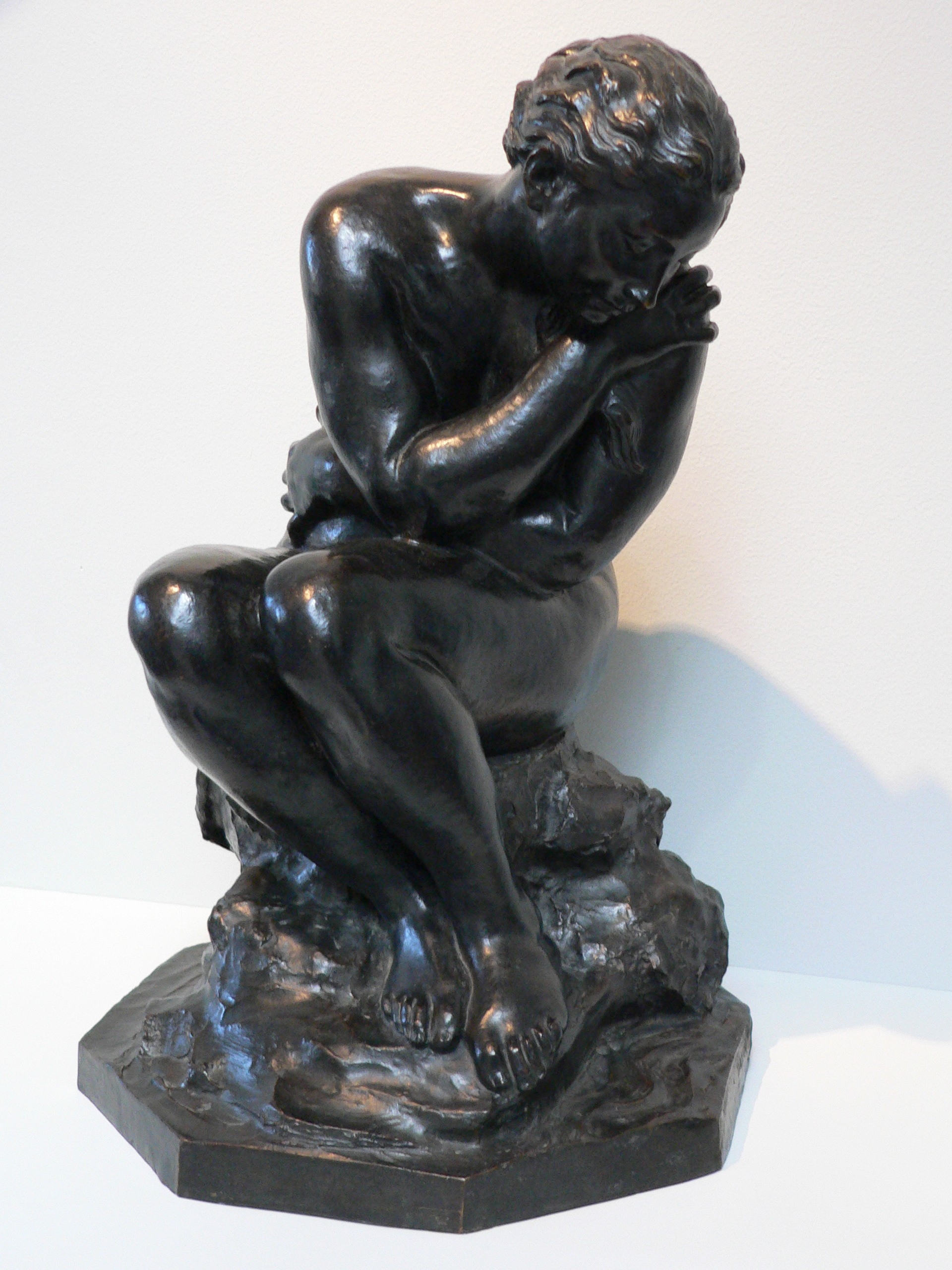
«Купальщица» — один из экспонатов музея

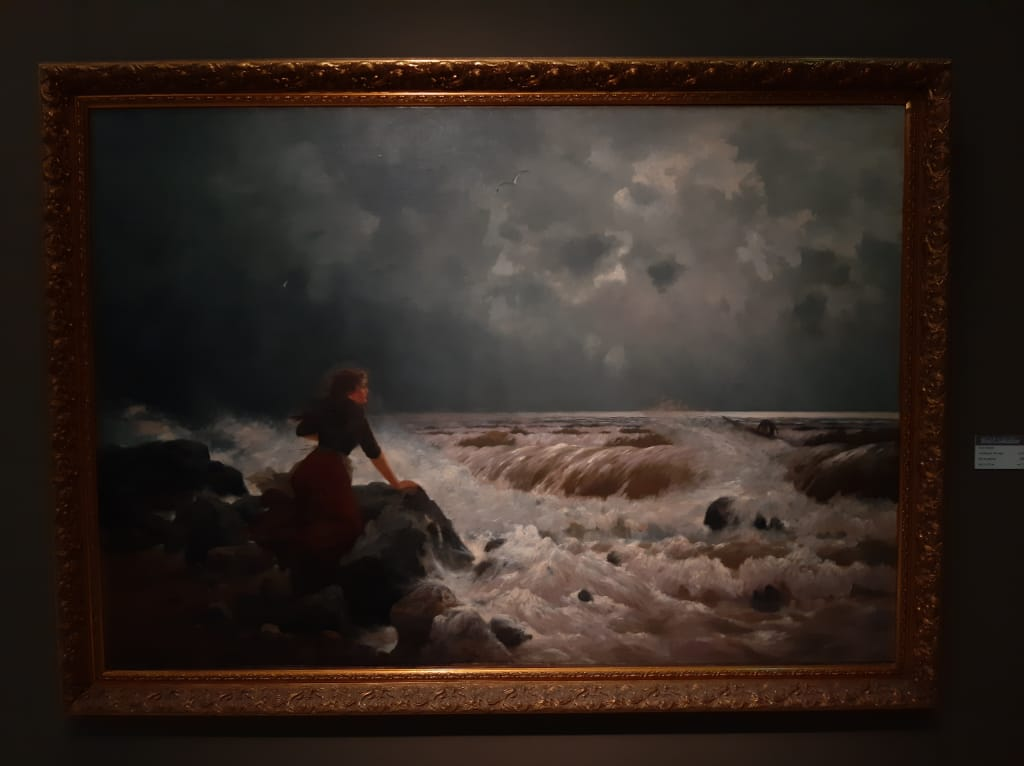
Картина из коллекции музея

В музее хранится 1381 объект: живопись, графика, скульптура, фотографии, включая произведения европейского искусства таких направлений, как барокко, романтизм, рококо и ориентализм, а также работы египетских художников.
Среди известных авторов работ — Маттиас Грюневальд, Виктор Адам, Якопо Робусти (Тинторетто), Питер Брейгель, Ян Баптист Веникс, Абдель-Хади Аль-Газзар, Мухаммед Махмуд Халиль, Лоран Марсель Салинас и другие.

## Деятельность
Музей организует выставки молодых художников и проводит мероприятия по международному культурному обмену. Его регулярно посещают учащиеся школ Александрии.
С 1955 года в музее проводится Александрийское биеннале средиземноморских стран. Впервые биеннале в музее открывал второй президент Египта Гамаль Абдель Насер.